# Бакли, Стив
Стивен Джеймс Ба́кли (англ. Stephen James Backley; род. 12 февраля 1969 года) — британский легкоатлет-копьеметатель. Призёр трёх Олимпийских игр. Четырёхкратный чемпион Европы.

## Карьера
Первым успехом в карьере Стива Бакли стала победа на европейском молодёжном первенстве 1987 года. Год спустя стал вице-чемпионом мира среди молодёжи.
В 1990 году выиграл чемпионат Европы в Сплите, а также дважды устанавливал мировые рекорды, показал лучший результат сезона в мира (90,91). В 1991 году его рекорд превзошёл финн Рятю, но уже в августе IAAF изменила конфигурацию копья, аннулировав текущие рекорды.
В начале 1992 года на соревнованиях в новозеландском Окленде Бакли метнул новое копьё на 91,64 и вновь стал действующим рекордсменом мира. Этот результат оставался непревзойдённым более года, пока в 1993 году его не преодолел легендарный чех Ян Железны. Олимпиада 1992 года прошла под знаком борьбы Рятю, Железного и Бакли. С результатом 83,38 англичанин завоевал бронзовую медаль.
В 1995 году на чемпионате мира в шведском Гётеборге стал вице-чемпионом, уступив более трёх метров Железному. Аналогично завершились и Олимпийские игры в Атланте, где чеха и британца разделили чуть более чем полтора метра.
На чемпионате мира 1997 года в Афинах Бакли наконец-то смог опередить неудачно выступившего Железного, но лишь в последней попытке метнул копьё на 86,80, уступив два метра победившему южноафриканцу Мариусу Корбетту.
На третьей в карьере Олимпиаде британец вновь завоевал медаль. Как и четыре года назад он стал вторым, проиграв только Яну Железны. На этот раз двух копьеметателей разделили 32 сантиметра.
В конце карьеры, несмотря на проблемы с коленом, Бакли выиграл четвёртый подряд чемпионат Европы и завоевал третье «золото» Игр Содружества. В 2004 году он выступил на Олимпиаде в Афинах, где в лучшей попытке метнул копьё на 84,13. Этого оказалось недостаточно для завоевания медали и Стивен занял четвёртое место. После Олимпиады завершил карьеру.
В 1995 году Стивен Бакли стал кавалером Ордена Британской империи, а в 2003 стал офицером того же ордена.